# Iran na Zimowych Igrzyskach Olimpijskich 1968
Iran na Zimowych Igrzyskach Olimpijskich 1968 reprezentowało 4 zawodników.
Chorążym ekipy Iranu był Ovaness Meguerdounian.

## Narciarstwo alpejskie
Mężczyźni

## Zjazd
- Lotfollah Kia Shemshaki - 66 miejsce, 2:23.60
- Feizollah Bandali - 68 miejsce, 2:27.07
- Ovaness Meguerdonian - 69 miejsce, 2:30.25
- Ali Saveh Shemshaki - 73 miejsce, 2:47.88

## Slalom giant
- Feizollah Bandali - 70 miejsce, 4:10.08
- Lotfollah Kia Shemshaki - 71 miejsce, 4:12.55
- Ovaness Meguerdonian - 73 miejsce, 4:16.68
- Ali Saveh Shemshaki - 77 miejsce, 4:23.72